# Байано, Франческо
Франческо Байано (итал. Francesco Baiano; родился 24 февраля 1968, Неаполь) — итальянский футболист, нападающий, ныне тренер. Играл за ряд итальянских клубов, а также за «Дерби Каунти» в английской Премьер-лиге с 1997 по 2000 год.

## Биография
На протяжении карьеры играл за ряд клубов. Впервые заявил о себе в «Фодже» под руководством Зденека Земана, выиграв Серию B 1990/91 и завоевав выход в Серию А, также став лучшим бомбардиром турнира, будучи одним из лидеров атаки клуба наряду с Джузеппе Синьори и Роберто Рамбауди.

## Достижения

### Командные
«Фиорентина»
- Серия B: 1993/94
- Кубок Италии: 1995/96
- Суперкубок Италии по футболу: 1996

«Фоджа»
Серия B: 1990/91

### Личные
- Лучший бомбардир Серии B: 1990/91 (22 гола)[1]
- Лучший ассистент Cерии А: 1992/93[2]
- Игрок года «Дерби Каунти»: 1998[3]